# Dornier Do 31
Le Dornier Do 31 est un prototype d'avion de transport à décollage vertical.
En février 1962, la société Dornier fut chargée de développer un avion de transport de troupes pour les zones de combat pour les besoins de l'armée de l'air allemande (Luftwaffe) désigné Do 31.
Trois prototypes furent réalisés (SG, E-1, E-3), mais seuls les E-1 et E-3 volèrent.
Le prototype SG (Schwebegestell, banc volant de démonstration technologique du vol stationnaire) n'était prévu que pour les essais au sol. Le prototype E-3 (D-9531) fit son premier vol le 14 juillet 1967 et son premier décollage vertical le 22 septembre 1967. Le 16 décembre 1967 eut lieu la première transition du vol stationnaire au vol en translation horizontale.
En 1969, le prototype E-3 fut convoyé de Munich vers Paris pour le Salon du Bourget, établissant d'un coup 5 records mondiaux pour avions ADAV. Le Do 31 vola pour la dernière fois le 5 mai 1970 devant un public lors du salon aéronautique ILA de Hanovre bien que le projet eût déjà pris fin au mois d'octobre 1969.
Le E-3 est actuellement exposé dans le hangar du musée aéronautique (dépendance du Deutsches Museum) à Oberschleißheim près de Munich.

## Historique du programme
Le développement et la mise au point du Do 31 se firent en plusieurs étapes avec 4 véhicules :
- Un banc volant destiné à la mise au point du système de régulation (Reglerversuchsgestell, RVG) qui servit à établir la spécification du pilote automatique et la cinématique des commandes. C'était un assemblage de tubes équipé de 4 moteurs de sustentation qui fit des essais de décollage le long d'une colonne de guidage verticale puis des essais de vol stationnaire libre.
- Un banc volant de vol stationnaire (Schwebegestell, SG) pour la mise au point des systèmes embarqués, l'étude des qualités de pilotage en vol stationnaire et pour développer des procédures adéquates de décollage et d'atterrissage vertical. Hormis le fuselage constitué de tubes assemblés et dépourvu d'empennage, le poste de pilotage, la voilure, les moteurs et leurs nacelles étaient déjà conformes au plan original. Le fuselage était pourvu, au niveau de la voilure, de segments destinés à mesurer les effets (chaleur et vibrations) dus à la réverbération des gaz d'échappement par le sol.
- Un prototype (Do 31 E 1) destiné au vol conventionnel, c'est-à-dire décollage et atterrissage avec roulement sur piste, vols en palier. Cet avion ne possédait pas de moteurs de sustentation dans les nacelles.
- Un prototype (Do 31 E 3) pour la mise au point des capacités ADAV.

De plus ont été réalisés une cellule d'essai statique (effectués chez IABG (de) à Ottobrunn), un banc d'essai des systèmes de bord (Iron Bird) à Friedrichshafen et un banc d'essai d'érosion des sols pour étudier la résistance des sols naturels et artificiels (pistes de décollage et d'atterrissage) sous l'effet du jet des gaz d'échappement. On utilisa à cet effet un réacteur réglable en hauteur monté sur une remorque de camion. 
Les prototypes étant équipés de sièges éjectables pour l'équipage, des tirs ont été effectués avec un siège éjectable Martin Baker.
Étapes clés
- Avril 1964 : premier vol libre du RVG
- 11 janvier 1967 : premier vol libre du SG
- 10 février 1967 : premier vol conventionnel du E 1
- 14 juillet 1967 : premier vol du E 3
- 28 février 1968 : premier décollage vertical et tour de piste (hippodrome) du E 3 avec transition complète palier/stationnaire.

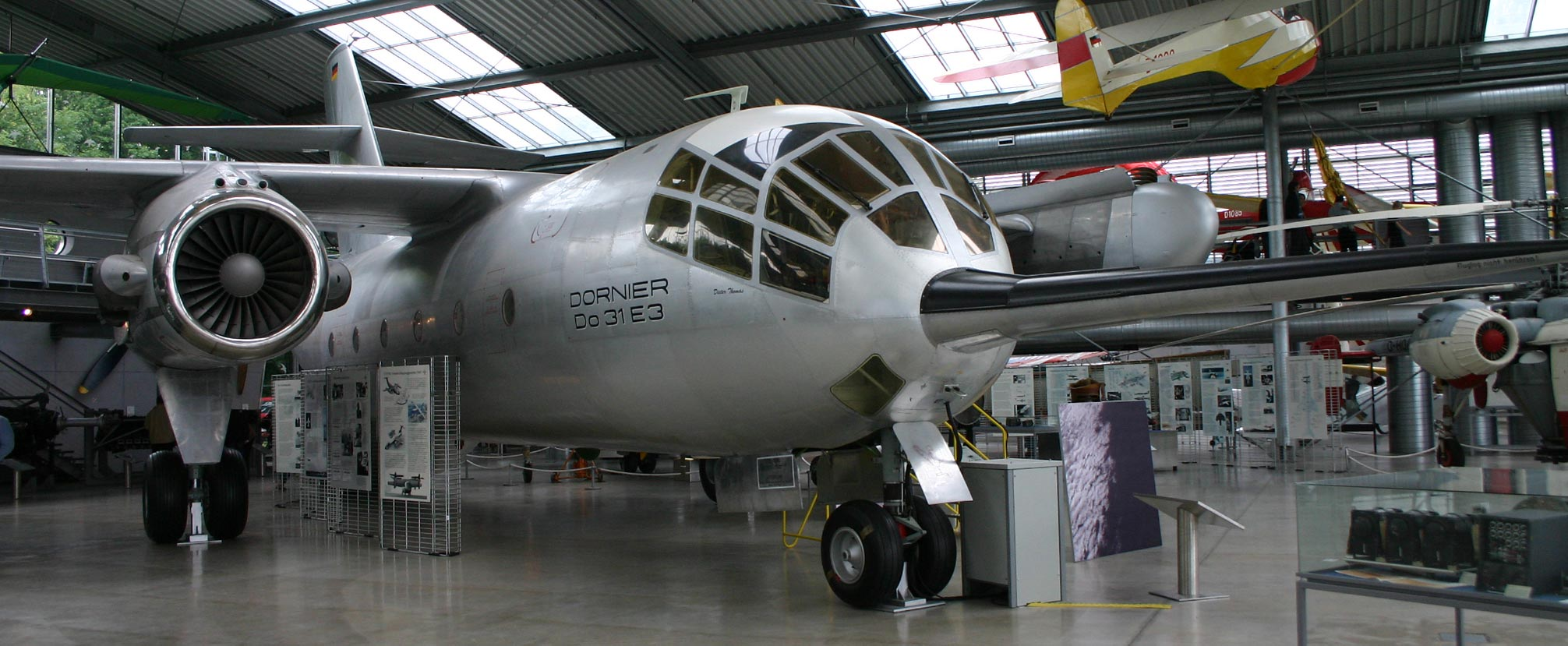
Le Do 31 au Deutsches Museum.

Le programme fut un succès sur le plan de la recherche technologique et démontra que l'usine Dornier avait retrouvé ses pleines capacités depuis la Seconde Guerre mondiale. L'avion ne fut cependant pas fabriqué en série car la Bundeswehr avait modifié entre-temps son expression de besoins opérationnels et abandonné l'idée d'un appareil ADAV pour le transport de personnels. En 1970, une dernière démonstration eut lieu pour la NASA avant que le programme soit définitivement arrêté à la suite de l'expiration du contrat entre Dornier et l'Office fédéral des techniques d'armement et de l'approvisionnement (BWB) le 31 octobre 1969.

## Après le programme
Lors du développement du Dornier Do 24 ATT, on eut besoin d'urgence de vérins de train d'atterrissage et pour gagner du temps et économiser de l'argent, on « cannibalisa » le Do 31 E 3 du Deutsches Museum. Des éléments de cet avion volèrent donc encore bien après la fin du programme d'essais.